# Тэмуршах-хан
Тэмуршах-хан (неизвестно — 1358) — хан Западного Чагатайского улуса в 1358 году. Сын Йасур Тэмур-оглана.

## Биография
Происходил из династии Чингизидов. По некоторым источникам, причислялся к потомкам хана Чагатая. В 1358 году новый эмир (фактический правитель улуса) Абдулла на основе своих личных мотивов свергнул Байан Кули-хана, вместо которого он был назначен номинальным правителем Тэмуршаха. Известно лишь несколько монет (серебряных динаров плохого качества) с выбитым его именем.
Номинальное правление Тэмуршаха длилось менее года, поскольку часть монгольской знати восстала против эмира Абдуллы, который, будучи одержимый победой, был свергнут и казнён, но и сам Тэмуршах лишился и власти, и жизни. Этим противостоянием воспользовался правивший Могулистаном Туглук-Тимур, захвативший западный Чагатайский улус.